# Lali Puna
Lali Puna es una banda indietrónica de Weilheim, Alemania, cercano a Múnich.
El grupo fue formado en 1998 y sus actuales miembros son Valerie Trebeljahr (voz y teclados), Markus Acher (bajo y teclados, también miembro de The Notwist), Christoph Brandner (batería) y Christian Heiβ (teclados). El último se unió a Lali Puna en 2003 luego de que el tecladista Florian Zimmer dejó la banda.
Han lanzado hasta ahora cuatro álbumes de estudio, un álbum compilación y varios EP, todos publicados por el sello independiente Morr Music. Dos singles fueron lanzados antes de que la banda firmara con Morr Music. La banda está actualmente activa mientras que los varios miembros atienden a otros proyectos musicales.

## Historia
Lali Puna nace como un proyecto solista de Trebeljahr luego de la disolución de la banda femenina L.B Page, al cabo de un tiempo se une Markus Acher, perteneciente a The Notwist y Tied & Tickled Trio, con quien graba en 1998 el EP de 7 pulgadas Snooze en Hausmusik, utilizando un grabador de 4 pistas. Coicidentemente Acher vivía con Thomas Morr, la cabeza de Morr music, sello que abre las puertas a artistas emergentes alemanes o extranjeros que, comúnmente, se asimilan a la fusión pop-electrónica. El tecladista Florian Zimmer (Iso 68, Fred Is Dead) y el baterista Christoph Brandner (Tied & Tickled Trio, Console) se unen meses después a la banda, dando origen a Tridecoder, en 1999, el cual define el estilo electrónico e instrumental del grupo y a la vez la lleva al éxito. La banda trabajó con Tim Simenon (Bomb the Bass) lanzando el EP Clearcut en Morr Music. Lali Puna también trabajó algunos remixes junto a Two Lone Swordsmen y Lowfish.
Dos años más tarde, en septiembre de 2001, publican Scary World Theory, un trabajo más comercial en el que destaca la guitarra y batería, pero sin desviarse del Morr Sound y de la suavidad hipnotizante de la voz de Valerie. También lanzan A Number of Small Things un remix de 7 pulgadas junto a Morr Music, sello con el cual lograran hacer un tour por Alemania y Europa a final de año.
A finales de 2002 Lali Puna inicia su primera gira por los Estados Unidos, compartiendo su viaje junto a los amigos y compañeros del sello Morr Music Styrofoam y Opiate. Meses más tarde Florian Zimmer decide retirarse de la banda para enfocarse en su proyecto principal Iso 68, en su reemplazo llega Christian Heiß en el verano de 2003. 
Luego Lali Puna lanza el EP Left Handed bajo el sello Morr Music, el cual se tradujo en un gran avance musical para la banda, utilizando guitarras distorsionadas que no se encontraban en trabajos anteriores. Esto ayudó a formar un sonido más diverso y dinámico, sin descuidar las pasadas composiciones electrónicas, frágiles y hermosas.
Durante todo el año 2003 Markus Acher y Valerie Treberljahr han estado trabajando en el material para su tercer álbum de estudio, el cual fue grabado por Uphon Studios y eventualmente masterizado por Abbey Road Studios en Londres en diciembre de 2003. El trabajo fue llamado Faking The Books, lanzado en abril de 2004 por el sello Morr Music, seguido por un extenso tour por Europa.
Los planes para el futuro contemplan un remix de 12 pulgadas que ofrece algunos de los artistas favoritos de Lali Puna, como también su segundo tour por Norteamérica a finales de 2004.

## Discografía

### Álbumes
- Tridecoder (1999)
- Scary World Theory (2001)
- Faking the Books (2004)
- Our Inventions (2010)

### Compilaciones
- I Thought I Was Over That - Rare, Remixed, and B-Sides (2005)

### Singles & EP
- The Safe Side (7"), 1998
- Snooze (7"), 1999
- Nin-Com-Pop (7"), 2001
- Clear Cut (EP), con Bomb the Bass, 2001
- Left Handed (EP), 2003
- Micronomic (single), 2004